# Mimoclystia thorenaria
Mimoclystia thorenaria là một loài bướm đêm trong họ Geometridae.